# Kastelsmøllen
Kastelsmøllen i København, opført i 1847, er en hollandsk vindmølle med galleri. Den består af en grundmuret undermølle og en ottekantet overmølle i træ beklædt med spån. Vingerne har hækværk til sejl, og møllen krøjes manuelt med krøjebjælker og svans. Hatten er løgformet og tækket med spån. Møllen er opført som kornmølle og var i drift indtil 1903. Møllen er funktionsdygtig og i drift nogle gange om året, ligesom den fejrer Kastellets fødselsdag hvert år den 28. oktober.
På Københavns volde var der i 1782 18 fungerende møller, men de blev nedlagt løbende i 1800-tallet, og Kastelsmøllen var den sidste, der fungerede, indtil den i 1903 blev nedlagt. Bageriet i tilknytning til møllen fungerede dog indtil begyndelsen af 1960'erne og forsynede garnisonerne i København med brød.
Af den samlede befæstnings ca. 25 møller er der er kun 2 møller bevaret, udover Kastelsmøllen er det Lille Mølle på Christianshavns Vold, hvor overmøllen er nedtaget, mens undermøllen var indrettet til bolig og fungerede som museum indtil 2016.

## Galleri
- Krøjespil på omgangen.
- Broloftet.
- Kværnloftet.
- Melkværn.